# Liseré de Burton
Pour les articles homonymes, voir Burton.
Le liseré de Burton est un liseré gingival gris à bleu ardoise dû à l'intoxication par le plomb ou les dérivés du plomb (saturnisme).
Il tire son nom du médecin anglais Henry Burton, né en 1799 et mort en 1849), qui a décrit ce symptôme le premier en 1840. Les anglophones parlent de Burtonian line ou de Burton's line.
Ce symptôme est souvent associé par le médecin ou le toxicologue à une « colique de plomb » ; qui — dans les cas les plus graves — peut précéder une paralysie, une encéphalopathie puis la mort.

## Valeur en tant que symptôme
Ce liseré n'apparait pas toujours. Il peut être discret, et s'il est lié au biofilm bactérien qui se développe à l'interface dents-gencives, il pourrait être de plus en plus rare en raison d'une meilleure hygiène bucco-dentaire.

C'est cependant encore un signe reconnu de saturnisme quand il est présent).
La muqueuse buccale semble aussi parfois pouvoir se colorer en lien avec un saturnisme ; sans doute en lien avec la présence de traces de mercure, d'argent, de cuivre et de fer qui forment des pigments dans les tissus subépithéliaux de la muqueuse